# Hodeng-Hodenger
Hodeng-Hodenger ist eine französische Gemeinde mit 281 Einwohnern (Stand: 1. Januar 2022) im Département Seine-Maritime in der Region Normandie (vor 2016 Haute-Normandie). Sie gehört zum Arrondissement Dieppe und ist Teil des Kantons Gournay-en-Bray (bis 2015 Argueil).

## Geographie
Hodeng-Hodenger liegt etwa 48 Kilometer ostnordöstlich von Rouen. Im Norden und Nordosten des Gemeindegebietes verläuft das Flüsschen Mésangueville. Umgeben wird Hodeng-Hodenger von den Nachbargemeinden Mésangueville im Norden und Nordwesten, Saumont-la-Poterie im Norden und Nordosten, Brémontier-Merval im Süden und Osten, Beauvoir-en-Lyons im Süden und Südwesten sowie Fry im Westen und Südwesten.

## Bevölkerungsentwicklung
| Jahr                      | 1962 | 1968 | 1975 | 1982 | 1990 | 1999 | 2006 | 2013 |
| Einwohner                 | 314  | 273  | 223  | 217  | 228  | 202  | 242  | 280  |
| Quelle: Cassini und INSEE |      |      |      |      |      |      |      |      |

## Sehenswürdigkeiten
- Kirche Notre-Dame in Hodenger
- Kirche Saint-Denis in Hodeng
- Taubenturm

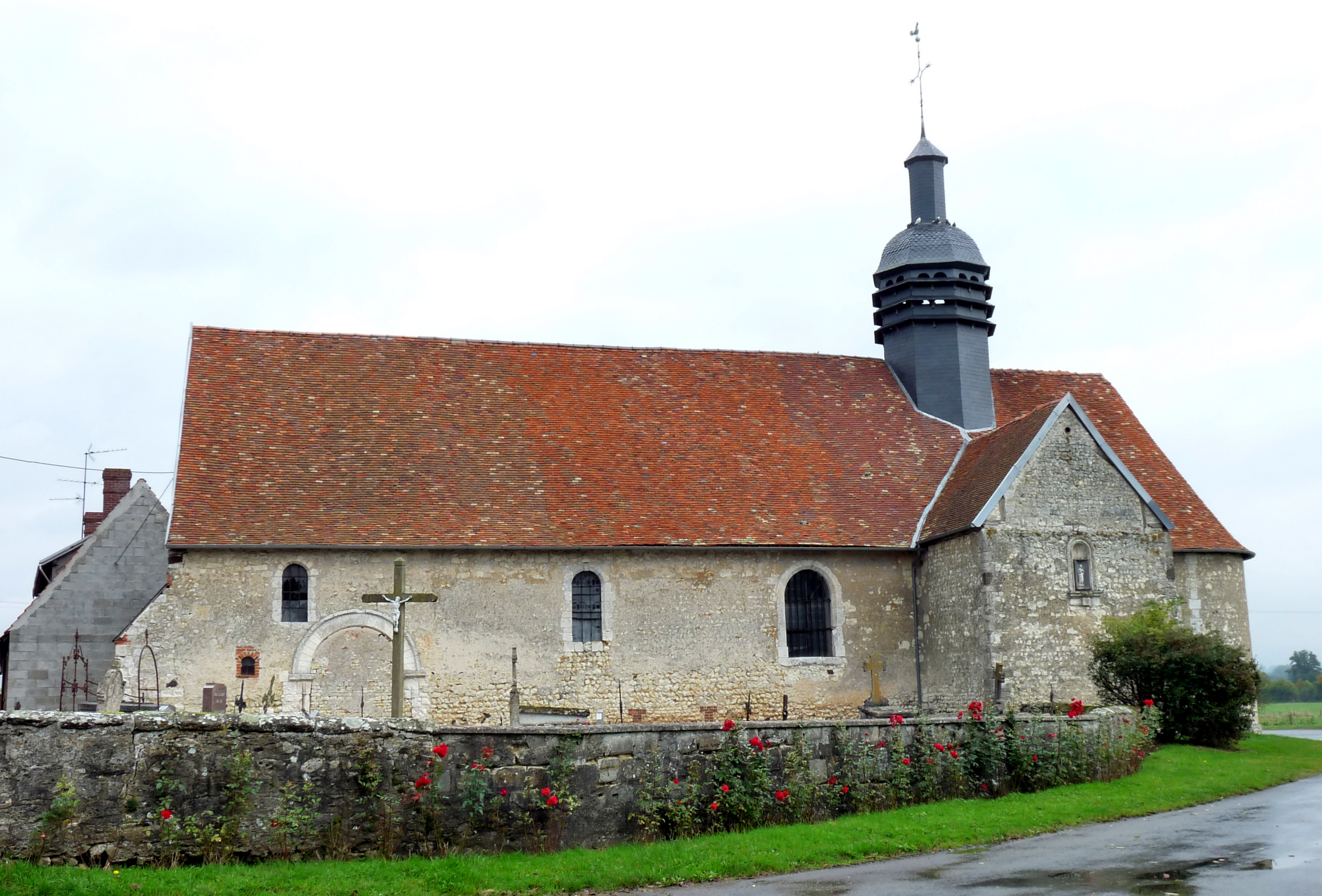
Kirche Notre-Dame
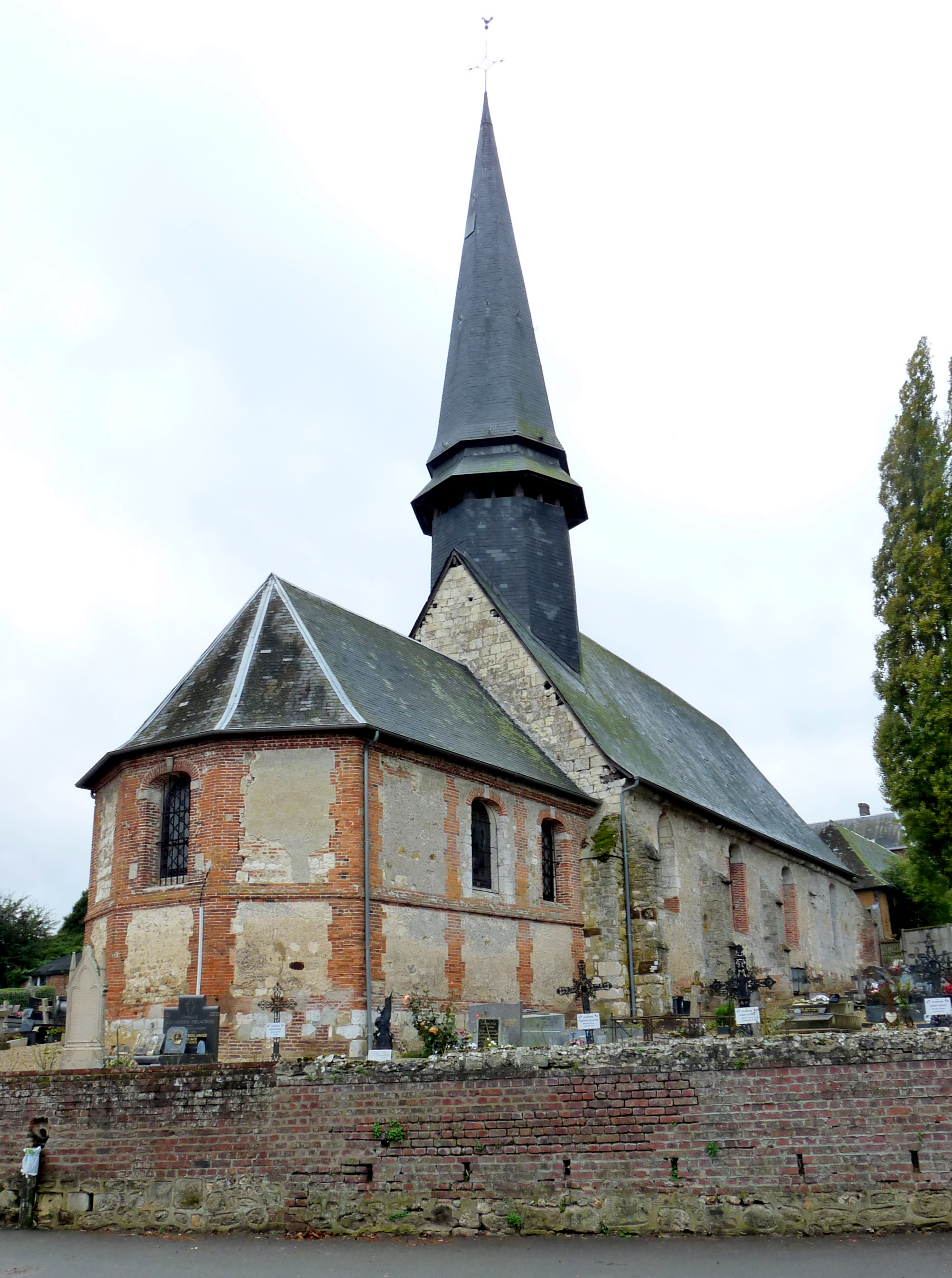
Kirche Saint-Denis